# Незвіданий острів
«Незвіданий острів» (англ. Unknown Island) — американський фантастико-пригодницький фільм режисера Джека Бернхарда. Тривалість картини становить 75 хвилин. Прем'єра відбулася 15 жовтня 1948 року.

## Сюжет
Під час Другої світової війни льотчик Тед Осборн літав над ненаселеним островом у Тихому океані і бачив на ньому дивних тварин. Після закінчення війни Тед вирішує вирушити на острів і обстежити його. Він збирає експедицію й вирушає на острів. Незабаром мандрівники виявляють на острові доісторичних тварин. Тед фотографує їх, потім у таборі проявляє фотографії. Незабаром один з групи гине. Решта членів експедиції налякані. Вони хочуть покинути острів. Але Тед наполягає на тому, що потрібно ще залишитися. Між Тедом і іншими членами групи розгорається конфлікт. А безліч агресивних доісторичних чудовиськ починають на мандрівників полювання. Немає гарантії, що люди зможуть піти з острова цілими і неушкодженими.

## В ролях
- Вірджинія Грей[en] — Керол Лейн
- Філліп Рід[en] — Тед Осборн
- Річард Деннінг[en] — Джон Фейрбенкс
- Бартон Маклейн[en] — капітан Тарновскі
- Рей Корріган[en] — монстр (в титрах не вказаний)

## Художні особливості
Фільм знято на кольорову плівку, але спецефекти і постановка залишають бажати кращого. Як правило монстрів зображували люди в костюмах. Використовувалися також старі архівні зйомки. Сюжет досить простий і нехитрий.